# Idole de Zonzamas

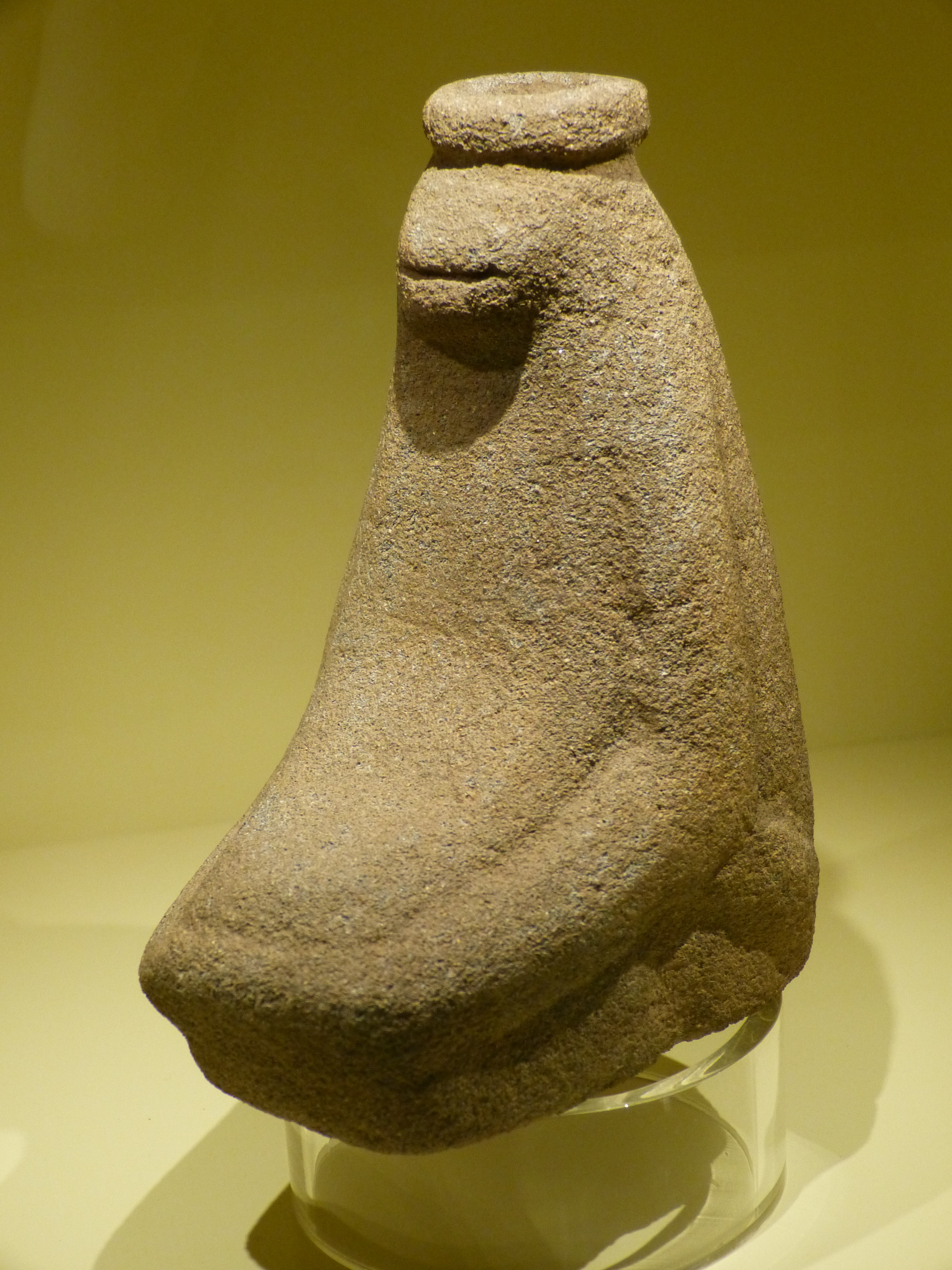
Réplique de l'idole de Zonzamas visible au musée de la Nature et l'Homme de Tenerife.

L'idole de Zonzamas est une statue antropomorphe attribuée aux Majos, le peuple autochtone de Lanzarote. Elle a été découverte lors des fouilles de l'établissement préhispanique de Zonzamas dans la commune de Teguise, dans l'île de Lanzarote (Canaries, Espagne). 

## Caractéristiques
Il s'agit d'une figurine taillée dans un basalte de couleur grise. Sa base trapézoïdale mesure 9,5 centimètres de long pour 5,2 centimètres de large en moyenne. La hauteur totale est de 13 centimètres.
Elle représente un personnage humain, probablement une femme, couronné, en position assise sur les talons, les bras étendus et posés sur les cuisses. 
L'objet présente des similitudes avec certaines statuettes de la zone punique, ce qui laisse penser à quelques chercheurs qu'il s'agirait d'une œuvre importée. La plupart estime qu'il s'agit d'une sculpture réalisée par les peuples préhispaniques de Lanzarote, les Majos.

## Découverte
La figurine a été mise au jour en 1981 au cours d'une campagne de fouilles archéologiques dans la strate dite II de l'enceinte IV du peuplement majos de Zonzamas, sur la commune de Teguise. Le conseil de Lanzarote l'expose depuis 2018 au musée archéologique de Lanzarote, à Arrecife.